# Penalta (Camarasa)
Penalta és una serra situada al municipi de Camarasa a la comarca del Noguera, amb una elevació màxima de 682 metres.